# George Moberly
George Moberly (10 de outubro de 1803 – 6 de julho de 1885) foi um bispo anglicano inglês, educado no Winchester College e Balliol College, Oxford.
Depois de uma longa e distinta carreira acadêmica, ele se tornou mestre-escola de Winchester em 1835. Posto este que renunciou em 1866, e retirou-se para a Reitoria da Igreja de Santa Maria, Ilha de Wight, ele também foi cônego da Catedral de Chester. William Ewart Gladstone, no entanto, em 1869 o chamou para ser Bispo de Salisbury, onde manteve as tradições de seus antecessores, Bispos Hamilton e Denison, realizando a convocação de um sínodo diocesano.
Embora Moberly tenha deixado Oxford no inicio do Movimento de Oxford, ele sofreu sua influência: tanto mais que em Winchester ele formou uma amizade mais íntima com John Keble, passando várias semanas a cada ano em Otterbourne, Hampshire, a paróquia ao lado de Hursley.
Moberly, no entanto, manteve a sua independência de pensamento, e em 1872 ele surpreendeu seus amigos da Alta igreja juntando-se ao movimento para o desuso das cláusulas condenatórias no Credo de Atanásio. Sua principal contribuição para a teologia é sua Conferência de Bampton de 1868, sobre A Administração do Espírito Santo no Corpo de Cristo.
Sua filha Charlotte Anne Moberly tornou-se a primeira diretora do St Hugh's College em Oxford e foi co-autora de An Adventure (1911) usando o pseudônimo de "Elisabeth Morison"; na obra ela relata seu suposto encontro com o fantasma de Maria Antonieta nos jardins do Petit Trianon, em 1901.
George Moberly morreu em 6 de julho de 1885.